# پلان (چابهار)
پُلّان، شهری در بخش پلان شهرستان چابهار در استان سیستان و بلوچستان ایران است. این شهر، مرکز بخش پلان است.

## جمعیت
بر پایه سرشماری عمومی نفوس و مسکن در سال ۱۳۹۵، جمعیت شهر پلان برابر با ۱٬۰۴۴ نفر (۲۸۳ خانوار) بوده‌است.